# Birodalmi építészet
A birodalmi építészet jellemzője, hogy a politikai, gazdasági avagy vallási hatalomnak állít reprezentatív emlékműveket monumentális építmények formájában. A grandiózus épületekre gyakori ismertetőjegye a reprezentatív (vagy annak vélt megjelenés), a szimmetrikus kompozíció, a tengelyek (felvonulási utak, sugárutak) használata. A birodalmi stílusok előszeretettel nyúlnak vissza az ókori (vagy annak vélt) formákhoz, mindenekelőtt a Római Birodalom jellegzetes építészeti megnyilvánulásaihoz, természetesen mindenkor az új, saját ízlés és koncepció szerint. A birodalmi építészet gyakran egyeduralkodói törekvések egyik propagandaeszköze. A hatalom birtokosa sokszor kétes legitimációját kívánja megszilárdítani ezekkel az eszközökkel, avagy önmagát egy ókori nagy birodalom kései leszármazottjaként kívánja bemutatni. A 20. században a birodalmi építészeti stílusok összefonódtak a totalitariánus, önkényuralmi rendszerekkel, ugyanakkor például az önkényuralmi rendszert sosem látott USA középületeinek tervezői igen sokat tanultak a birodalmi építészettől monumentalitás, reprezentativitás, arányok és stílus terén.

## Előképek

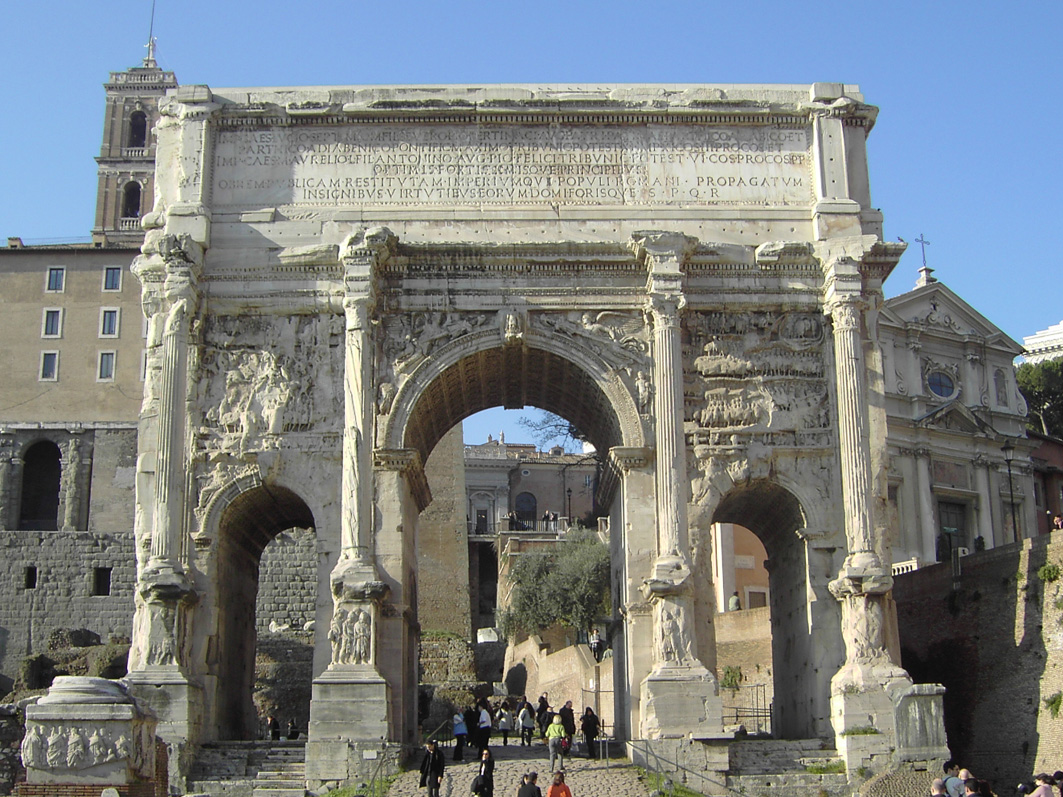
Septimius Severus diadalíve, az Arc de Triomphe du Carrousel előképe

Az ókori Róma építészete többféle forrásból táplálkozott, többek között görög és etruszk hatás érhető tetten az itáliai építészetben. A görög szokással ellentétben a római középületeket vásári tarkára színezték, csak úgy tobzódtak az eleven színekben és díszítő elemekben, ezt a sajátosságot aztán az empire kivételével egyetlen későbbi „birodalmi” építészet sem követte, az empire is csak fekete-arany színvilágban. Építészeti formák közül Rómában jelent meg először a kupola és az ív. A diadalívet a reneszánsz fedezte fel újra.

## A napóleoni császárság

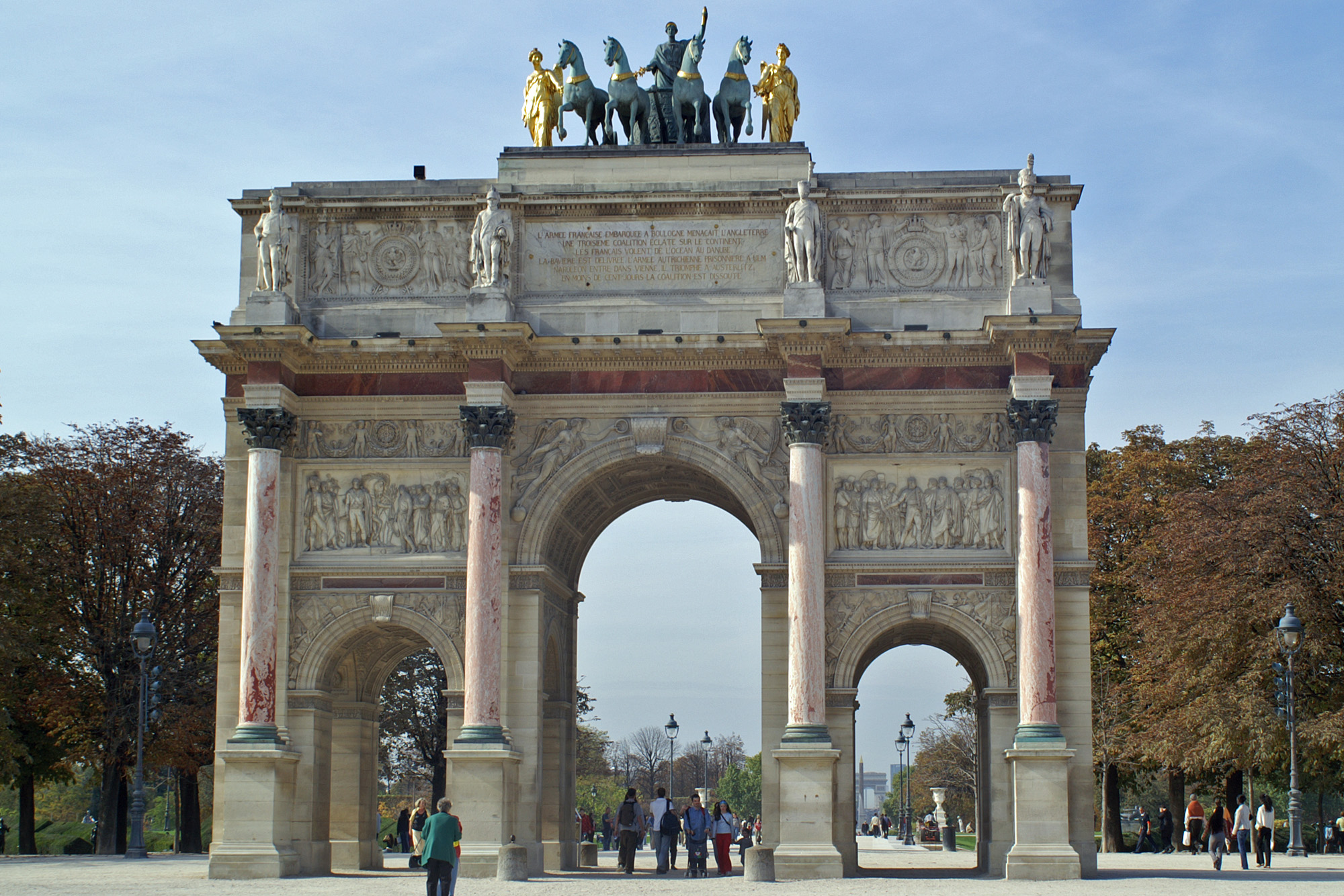
Arc de Triomphe du Carrousel

Bonaparte Napóleon, császári hatalma teljében, a Római Birodalom (illetve Egyiptom) örököseként kívánta magát megörökíteni. A korszak propagandisztikus építészete az ókori keleti birodalmak fényét és Róma életigenlő pompáját tekintette követendő példának, ami a hitelességet illeti, kevés sikerrel, de a kis-ázsiai, egyiptomi és itáliai elemeket ötvöző stílus egészen sajátságosan kötődik korához, öltözködési és bútortstílust is szült. A grandiózus kompozíciók gyakran felhasználták a görög és egyiptomi formanyelvet, romantikusan átértelmezve a klasszikus motívumokat. Franciaországban a stílust Pierre François Léonard Fontaine  és Charles Percier építészek fejlesztették tökélyre. Az empire Napóleon bukása után is nagy hatással volt Európa jelentős részére.

## Birodalmi építészet a XX. század első felében
Az 1930-as években Szovjet-Oroszországban és Németországban párhuzamosan kezdtek kibontakozni az egyszemélyi hatalmat megtestesítő építészeti törekvések.

### Szovjet építészet
Sztálin 1931-ben személyesen döntötte el, hogy az Empire State Buildingnél is magasabb palotát épít a Vörös térre. Hogy helyet biztosítsanak az épületnek, a területet „kitisztították”. Ehhez fel kellett robbantani a Napóleon feletti győzelemre emlékeztető Megváltó Krisztus székesegyházat és a Kreml kapuit. A Szovjetek Palotája tervezésére nemzetközi tervpályázatot írtak ki, amelyre 160 pályamű érkezett. A gigantikus feladatot végül Borisz Jofán kapta, aki egy 426 méter magas épületet tervezett, tetején egy 100 méter magas Lenin szoborral. A palotában kaptak volna helyet a világforradalom múzeumai, egy 21 000 fős díszterem és a párt üléstermei. Az építkezés 1938-ban az alapozásnál megakadt, és végül a második világháború eseményei miatt végleg füstbe ment.

### Náci építészet

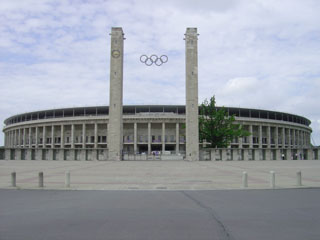
A berlini Olympia-stadion

Az NSDAP (Nemzetiszocialista Német Munkáspárt) tudatosan használta az építészetet annak érdekében, hogy a Harmadik Birodalmat sprituálisan is megalapozza. Adolf Hitler a Római Birodalom csodálója volt, annak a történelmi ténynek az ellenére, hogy a német törzseket általában a Pax Romana ellenségeinek tekintették az Ókorban. Hitler az ókori Rómát egy korai Árja Birodalomként értelmezte. Birodalmi építészete, amely a nemzetiszocialista pártnak emelt kultikus épületeket a római motívumokat ötvözte a neoklasszicista formákkal, sőt Art déco elemekkel is.
Hitler fantazmagóriaiban saját magát egy ezeréves birodalom alapítójaként látta és úgy gondolta, hogy a jövő összes olimpiáját a berlini Olympia-stadionban kell majd megtartani.
Hitler Albert Speert nevezte ki birodalmi főépítészének. Vele együtt vetették papírra egy új Berlin – Germania – terveit terveit, sugárutakkal, diadalívekkel, és a város közepén a Dicsőség Csarnokával, a római Szent Péter-bazilika mintájára, többszörösen felnagyított arányokkal.

### Fasiszta építészet
Mussolini Augustus császárt tekintette példaképének, aki nagyszabású építészeti műveket – diadalíveket, fürdőket, vízvezetékeket, amfiteátrumokat – hagyott maga után. Ezek egyben szolgálták a politikai reprezentáció, a tartósság és hasznosság követelményeit. A monumentalitást pedig dekoratív jegyekkel ötvözték. Mussolini egy új nagy birodalmat akart létrehozni. 1926-os beszédében meghirdette: „A fasiszta rezsim a konkrét művein keresztül, a Haza arcának tényleges, fizikai, mély átalakításain keresztül kerül be és fog bekerülni a történelembe…” 1928-ban a Duce megjelentette a Sfollare le città (Kiüríteni a városokat) című rendkívüli jelentőségű felhívását, aminek a célja az volt, hogy a lecsapolt mocsarakon a mezőgazdasági munkásoknak új városok (centro comunale agricolo) épüljenek. Az 1930-as években 68 ilyen új egységes sémára tervezett várost építettek. Az ideális fasiszta város egy vagy két tömeggyűlések megtartására is alkalmas központi tér köré szerveződött. Ezek fókuszában a világi és az egyházi hatalom épületei álltak, amiket az 1930-as évekre kanonizálódott középületek vettek körül.
1936-ban Olaszország nyerte el az 1941-es Világkiállítás megrendezésének a jogát. Az eseményt hamarosan 1942-re halasztották, hogy egyidejűleg a fasiszta rezsim 20. évfordulóját is megünnepelhessék. Marcello Piacentini kapott megbízást a világkiállítási negyed tervezésére, amit Róma új városnegyedének is szántak. Az Esposizione Universale Roma rövidítése alapján, az új negyed E.U.R. néven lett ismert. Az új negyed a fasiszta rezsim presztízsberuházása lett. S bár az épületek stílusára a modernizmus nyomta rá a bélyegét, a dekoratív elemek mind a Római Birodalom emlékeit idézik. Az egyik dombormű magát Mussolinit ábrázolja lovon a római consulok és uralkodók egyenes ági leszármazottjaként kezét fasiszta üdvözlésre emelve.

## Totalitáriánus rendszerek építészete a második világháborút követően

### Kazahsztán
Nurszultan Nazarbajev kazah elnök 1997-ben az ország déli határán lévő Almatiból, egy korábban jelentéktelen helyre, mai nevén Asztanába tette át az ország fővárosát. A helyszín szélsőséges klímájú. Az éves hőingadozás a 60 Celsius-fokot is meghaladja. Ezen a helyen kezdett bele a kazah elnök egy monumentális építményekkel hivalkodó új főváros építésébe. Az elnöki palota a washingtoni Fehér Ház mintájára épült – csak egy kicsit nagyobbra – és kék-arany posztmodernt idéző kupolával sikerült teljesen elrontani a klasszicista arányokat. Nazarbajev 2004-ben Sir Norman Fostert kérte fel egy grandiózus üvegpiramis tervezésére. Az épület erőltetett ütemben el is készült 2006-ra és ebben az évben itt került megrendezésre a vallási vezetők világtalálkozója. Egy még nagyobb léptékű építmény lesz a szintén Foster által tervezett Khan Shatyry névre keresztelt tíz futballpályányi üvegsátor. Ez utcákat, tereket, bevásárlóközpontokat, sőt golfpályát is foglal majd magába és állítólag az örök nyár képzetét fogja kelteni.
Asztana új kormányzati negyedének barokkos szimmetriája már a légifelvételeken is kivehető.

### Észak-Korea
Lásd még: Rjugjong Hotel

### Kína
Az anyagi javakban rohamosan fejlődő Kína világhatalmi szerepét kívánja megmutatni új középületeivel. Rem Koolhaas sztárépítész a CCTV, a kínai állami tévétársaság új gigantikus székházának tervezője szerint Kínában a koncentrált állami hatalom olyan léptékű kezdeményezéseket tud megindítani, amelyekre a világ demokratikus országai nem is gondolhatnak.